# 日本基督教団今治教会
日本基督教団今治教会（にほんきりすときょうだん いまばりきょうかい）は、アメリカン・ボードの宣教師J・L・アッキンソンによって創立された教会である。

## 歴史

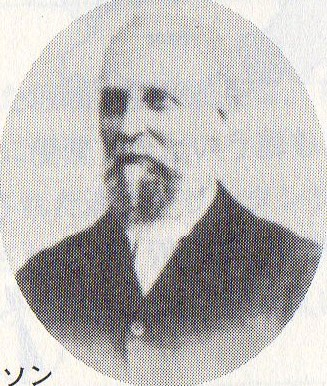
J・L・アッキンソン

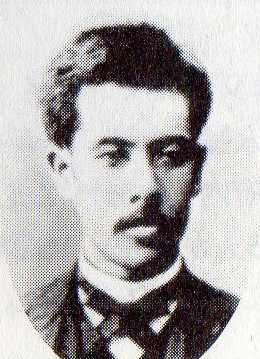
横井時雄

1876年（明治9年）にアメリカン・ボードの宣教師アッキンソンが、松山在住の人物からキリスト教を教えて欲しいとの手紙が神戸教会に届いた。神戸にいたアッキンソンがそれに答えて、1876年3月28日に年松山に行って伝道をした。たまたま今治の増田精平という人物が松山で、アッキンソンと同じ宿に泊まった。この増田はアッキンソンの説教を聴いて今治に来て欲しいと懇願した。そこでアッキンソンは4月8日から今治を訪れた。数日間今治の宿屋や町会所で伝道集会を行った。その後、上代知新と中島勝載が来て伝道を行った。1878年（明治11年）には再びアッキンソン一行が訪れて説教を行った。キリスト教に賛成する約40名により愛隣社という団体を組織した。1879年3月、上代知新が今治に来ると、仮会堂を設けた。そして、同志社の神学生で熊本バンドの横井時雄が来て伝道した。
1879年（明治12年）9月21日にアッキソンを議長として横井時雄の按手礼試験が行われ、初代牧師に就任した。1879年（明治12年）9月21日に今治教会が設立された。その時、大倉治衛門、中谷卯三郎、蜂谷徳三郎、矢野万助、渡辺福治、真鍋定造の6名が洗礼を受け、大阪教会の八木治作が転入会した。その後、松山、西条、丸亀、宇和島などに伝道する。
1880年に仮会堂が建設され、1881年（明治14年）に恵美須町一丁目に今治教会の会堂が建設され、7月3日の開堂式に新島襄・八重夫妻らが出席した。その後、今治教会は日本組合基督教会に所属する。1909年に会堂を増改築する。
1929年の創立50周年記念式に新渡戸稲造、賀川豊彦、海老名弾正が来訪して講演を行った。
1940年に波止浜教会が合併する。1941年には日本基督教団に合流し、1943年には今治メソヂスト教会と合同した。
1945年8月6日の今治空襲で会堂その他を焼失したため、1948年に宝来通り沿いの現在地に移転し、翌年会堂を再建した。献堂式で小崎道雄が講演を行った。
1951年には教会付属めぐみ幼稚園が創立された。
1963年に榎本保郎が第9代目牧師として赴任してきた。

## 歴代牧師
- 横井時雄（1879年 - 1886年）
- 山中百（1889年 - 1892年）
- 露無文治（1896年 - 1927年）
- 菅原菊三（1927年 - 1935年）
- 中村三郎（1935年 - 1938年）
- 亀井政一（1938年 - 1943年）
- 椿真六（1943年 - 1955年）
- 上野光隆（1955年 - ）
- 榎本保郎（1963年 - 1975年）

## 関係者
- 二宮邦次郎
- 徳冨蘆花
- 村井知至
- 山室軍平 - 救世軍に入隊する前に2ヵ月ほど今治教会で伝道活動を行った[7]。
- 矢内原忠雄 - 1915年の夏季学生大会で演説を行った[8]。